# Hornisgrinde
Le Hornisgrinde est, avec ses 1 163 mètres d'altitude, le plus haut sommet du nord de la Forêt-Noire, en Allemagne. Il se présente sous la forme d'une longue ligne dorsale d'une longueur d'environ deux kilomètres et s'oriente à peu près dans le sens nord-sud. Il est situé à 20 kilomètres de Strasbourg et est visible depuis la France. Il est constitué de grès triasique.

## Toponymie
Le nom est attesté en latin sous la forme mons grinto ce qui signifie « mont marécageux » et qui indique la présence d'anciens marécages. Le toponyme Hornisgrinde est peut-être issu de Horn (« sommet, mont »), Misse (« marécage ») et Grinde (« prairie ») et signifierait « mont chauve, sur lesquelles hauteurs se trouvent des prairies marécageuses ».

## La tour panoramique
Tout au sud, au-dessus du Mummelsee se dresse la tour du Hornisgrinde, haute de 23 mètres. Sa construction en 1910 partit d'une initiative du Schwarzwaldverein (Club de la Forêt Noire). Le grès bigarré des environs fut utilisé en tant que matériau de construction. Avec le Mummelsee la tour fut en son temps une des promenades les plus prisées de la région. En 1942 elle fut confisquée par la Luftwaffe. Après la Seconde Guerre mondiale et jusqu'en 1999 elle fut utilisée par les militaires français. Depuis, la coopération forestière de Seebach l'a acquise et la commune de Seebach se porte garante du bail emphytéotique. Le 29 mai 2005 la tour fut à nouveau ouverte pour tous.

## La tour du signal (Signalturm)

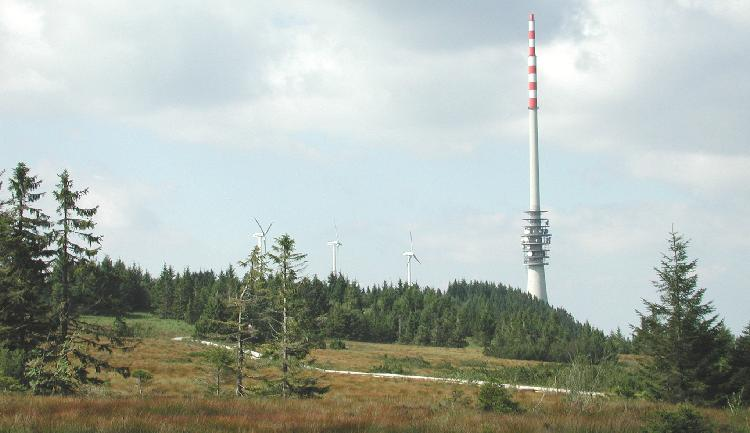
Sommet du Hornisgrinde en 2004 : au premier plan le domaine des tourbières des hauteurs, à l'arrière-plan l'émetteur de la SWR et les éoliennes installées ces dernières années.

Sur le Hornisgrinde se trouve encore une autre tour ouverte au public haute de sept mètres, la tour du signal, érigée en 1840. Cette tour a été convertie en 1892 en tour panoramique à partir de l'assemblage d'un escalier sur son côté extérieur. En l'an 2000 cette construction, qui fut mentionnée sous le nom de tour de Bismarck Bismarkturm, fut rénovée tout comme l'escalier extérieur qui fut remplacé par un escalier en colimaçon.

## La tourbière
Directement au nord de la tour se trouve la tourbière. Elle s'est formée après le défrichage de la forêt pour ensuite servir de prairie dès le XVe siècle. Plus loin en direction du nord se trouve l'emplacement le plus haut du Hornisgrinde culminant à 1164 mètres d'altitude. En poursuivant au nord, l'on trouve trois éoliennes et enfin l'émetteur de la radio et télévision régionale SWR. Au nord de cette tour le sommet de la montagne s'enfonce vers la commune d'Untersmatt.
Tout au long du sommet chemine le Westweg, littéralement chemin de l'ouest, qui s'étend comme la Schwarzwaldhochstraße (route des crêtes de Forêt Noire) sur la Route "Bundesstraße 500".

## Le parc d'éoliennes
En raison des vents en moyenne élevés de 5,2 m/s dans l'année un parc à éoliennes fut installé à la fin des années 1990. En 1994 furent construites à partir d'une initiative privée deux installations de 110 kW chacune. Une troisième de 132 kW suivit en 1996. Comme pour les autres parcs à éoliennes, une controverse a aussi lieu à propos de l'emplacement.

## La station militaire
En 1938, le sud du pic fut déclaré comme zone interdite militaire. À partir de 1942, l'armée de l'air allemande l'utilisait comme point de défense antiaérienne. Trois ans plus tard, l'armée française reprend ce territoire. L'armée de l'air y installe une table d'écoute. Plus tard, la Bundeswehr et l'OTAN profitent aussi de cette station. Après la fin des activités militaires en 1994, la zone interdite fut supprimée en 1997. En 1999, les communes de l'entourage reprennent ce territoire. Quelques poteaux et bâtiments sont sauvegardés jusqu'à aujourd'hui, mais ils se trouvent dans un mauvais état.

## L'émetteur

### Radios du Sud-Ouest allemand (Südwestrundfunk)
Au nord de l'emplacement le plus élevé se trouve la tour du Südwestrundfunk (SWR), construite en béton armé, érigée de 1971 à 1972 et d'une hauteur de 206 mètres. Les fréquences envoyées permettent, grâce à la situation avantageuse de la tour, de couvrir presque toute la vallée du Rhin de Colmar et Fribourg-en-Brisgau à Mannheim en passant par Strasbourg et Karlsruhe, avec des fréquences radio et télévision allant jusqu'au nord et dans la Forêt Noire moyenne, dans les secteurs de Schwäbisch Alb et de Neckar-Alb. En raison d'une réflexion, les émissions du Hornisgrinde sont disponibles en partie depuis la Suisse centrale et jusqu'à la frontière tchèque dans le Haut-Palatinat.
Jusqu'à la fin des années 1980, les ex programmes de la SWF Südwestrundfunk (fréquence régionale sud allemande) pouvaient être écoutés jusque de l'autre côté des Vosges. En raison d'une convention avec la France, la zone d'émission en direction de l'Ouest dut être réduite. L'autorisation d'émission dans cette direction est coordonnée à 10 kW sur les cinq fréquences les plus performantes. Malgré cela, la zone d'émission du Hornisgrinde s'étend jusqu'aux crêtes vosgiennes et ainsi les chaînes et stations radios peuvent être reçues avec une très bonne qualité pour Strasbourg et les environs.
Le Hornisgrinde émet en ce moment les stations suivantes :

#### Indicateur de fréquences
| Noms des stations      | Région                        | Fréquence kW | Watts |
| ---------------------- | ----------------------------- | ------------ | ----- |
| SWR1 Baden-Württemberg | aucune                        | 93,5 MHz     | 80 kW |
| SWR2                   | Baden-Württemberg             | 96,2 MHz     | 80 kW |
| SWR3                   | Pays de Bade / Haut Palatinat | 98,4 MHz     | 80 kW |
| SWR4 Baden-Württemberg | Radio Ortenau                 | 94,0 MHz     | 5 kW  |
| Radio Regenbogen       | Karlsruhe                     | 100,4 MHz    | 80 kW |
| Deutschlandfunk        | aucune                        | 106,3 MHz    | 80 kW |

#### Digital Audio Broadcasting
La Digital Audio Broadcasting, radio numérique est mise en place sur l'ensemble du territoire allemand sur le canal 12B, 90W.

#### Télévision
| Chaines | Canal | ERP   |
| ------- | ----- | ----- |
| ARD     | 9     | 80 kW |

Coordonnées géographiques : 48° 36′ 39″ N, 8° 12′ 07″ E.
La tour n'est pas ouverte au public.

### Deutsche Telekom
Au nord de la tour de la SWR se trouve sur le Hornisgrinde la tour d'émission de la Deutsche Telekom. Celle-ci couvre entre autres une station relais pour radioamateurs. Jusqu'en 2005, cette tour émettait aussi les programmes de la Deutschlandfunk, avant qu'ils ne soient déplacés pour l'émetteur plus haut et plus développé de la tour de la SWR.
Coordonnées géographiques : 48° 36′ 52″ N, 8° 12′ 13″ E.
Cette tour n'est pas non plus ouverte au public.

## Marathon
Le Marathon de Hornisgrinde en Forêt Noire du Nord, est un marathon de campagne, et porte le nom du sommet le plus haut de la région, le Col de Hornisgrinde. Ce marathon est annuel, au mois de juillet, et ce depuis 1973.
Le tracé passe au milieu des forêts, entre la vallée de Bühl (Bühlertal), Forbach et le Hornisgrinde. Départ et arrivée sont au Bühlertal-Hundseck, sur la route des crêtes de Forêt-Noire (la Schwarzwaldhochstrasse en allemand) à une altitude de 900 mètres.
Le point le plus bas du parcours, au 25e kilomètre se trouve au Schwarzenbachtalsperre (barrage hydroélectrique du Schwarzenbach). Également au programme un semi-marathon, et un parcours de 10 kilomètres. Presque l’intégralité du parcours se fait sur des chemins de randonnées et en forêt.

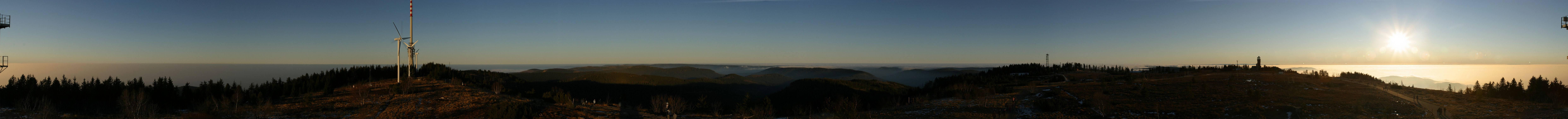
Panorama depuis le Hornisgrinde.

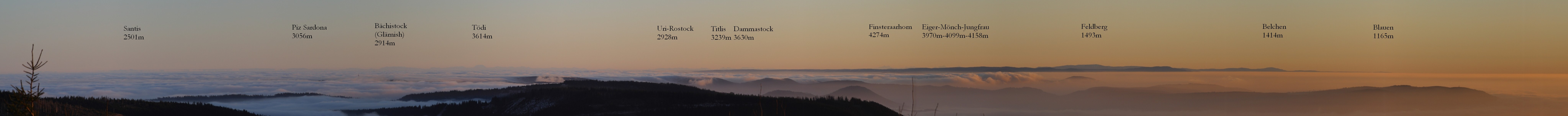
Vue des Alpes.